# وزارة الصحة (بولندا)

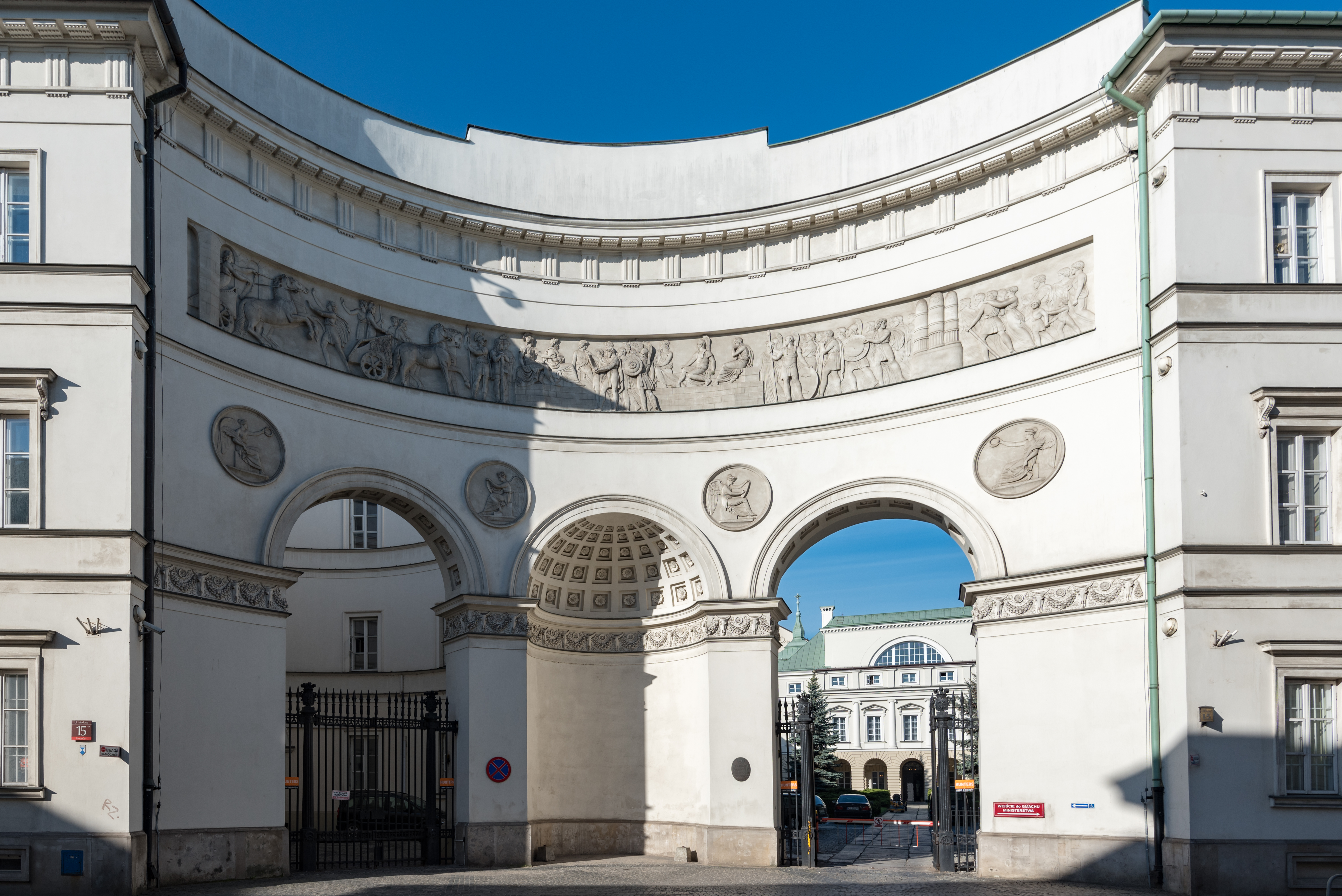
البوابة الرئيسية لوزارة الصحة بجمهورية بولندا

وزارة الصحة في جمهورية بولندا (بالبولندية: Ministerstwo Zdrowia Rzeczypospolitej Polskiej)‏ إحدى وزارات حكومة بولندا. يشغل منصب وزير الصحة الحالي آدم نيدزيلسكي.

## وصلات خارجية
- الصفحة الرئيسية